# ロジャー・ストーン
ロジャー・ストーン（Roger Joseph Stone Jr.、1952年8月27日 - ）は、アメリカ合衆国の共和党寄りのロビイスト、政治コンサルタント。リチャード・ニクソンからドナルド・トランプまで、歴代の共和党選出の大統領選挙の選挙参謀として参画したことで知られる。

## 経歴

### 生い立ち
コネチカット州で共和党支持者のカトリック教徒の両親のもとに生まれる。少年時代は共和党のバリー・ゴールドウォーターの著書に夢中になり、12歳の時に共和党全国大会に参席した。

### ニクソン大統領再選委員会

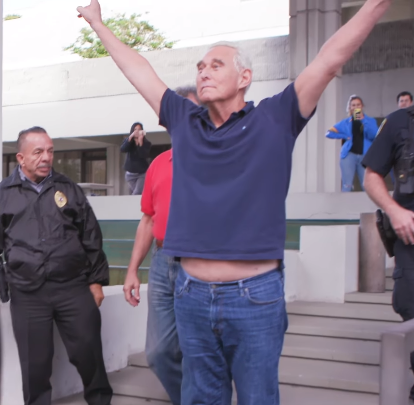
ニクソン大統領の「Vサイン」を真似たストーン

ジョージ・ワシントン大学在学時代に、1972年のリチャード・ニクソン大統領再選運動に参加。
これ以降、共和党の選挙戦および政治家の政治戦略に長年関わることとなった。1973年、ウォーターゲート事件を調べる議会公聴会では、民主党陣営に共和党側の工作員を潜入させるなど合法的だがきわどいことも行っている。

### 選挙参謀兼ロビイスト
1980年アメリカ合衆国大統領選挙、1984年アメリカ合衆国大統領選挙ではロナルド・レーガンの選挙運動を、1988年アメリカ合衆国大統領選挙ではジョージ・H・W・ブッシュの大統領選挙運動を支援して、いずれも成功を収めた。
この頃よりロビイストとして「ブラック・マナフォート・ストーン」を設立し、「赤狩り」で有名な弁護士のロイ・コーンとも知り合いになる。また、ドナルド・トランプとも知り合いとなり、カジノ資金にまつわるロビイストとして活躍した。

### ドナルド・トランプへの支援
後にアメリカ合衆国大統領に就任するドナルド・トランプとの政治上の関係は、トランプが2000年アメリカ合衆国大統領選挙にアメリカ合衆国改革党から出馬した際に支援したことから強まる。以降、長年にわたり泡沫候補であったドナルド・トランプの選挙戦に政治顧問、選挙参謀格として参画する。
2012年アメリカ合衆国大統領選挙における共和党の候補として、アーカンソー州のマイク・ハッカビー前州知事と並んで2位の支持率を獲得した（1位はマサチューセッツ州のミット・ロムニー元州知事）。2016年アメリカ合衆国大統領選挙において当選に導いた。この経緯は『困った時のロジャー・ストーン』というドキュメンタリー映画にまとめられ、2017年にNetflixで配信されている。

### 逮捕と恩赦
大成功を収めた2016年アメリカ合衆国大統領選挙であったが、後に選挙期間中のロジャー・ストーンのアンダーグランド的な活動について捜査が行われることとなった。捜査の中でロシアが行ったとされる選挙戦への干渉の中で、ウィキリークスを通じてヒラリー・クリントンのメールを暴露する工作などに関与し、2017年に情報特別委員会で偽証したことなどが明らかになり、司法妨害など7件の罪で起訴されて有罪となった。
ストーンは禁固3年4カ月の刑が言い渡されたが、2020年7月10日、トランプ大統領は収監直前のロジャー・ストーンに対して刑の免除、さらに同年12月23日、恩赦を決定した。

### 2020年米国大統領選挙と1月6日米国議会議事堂襲撃
2020年のトランプ大統領が再選を目指す米大統領選挙では事前の郵送による不在者投票の動向等からロジャー・ストーンは選挙をトランプ不利と受け取った。この情勢を覆すためストーンは「選挙を盗ませるな運動」を立案・展開することとした。すなわち左派や民主党支持者らによって投票済用紙などが盗まれ廃焼却され実際よりトランプの票数が少なくされているとしてキャンペーンを展開、またオース・キーパーズやインフォ・ウォーズといった右翼団体と接触し、これらの団体関係者らのSNS上の宣伝活動の影響により、票が盗まれたり開票作業で票数が不正にカウントされているといった情報がネットや右派系マスコミによって拡散されていった。
これらの多くがフェイクニュースとして斥けられ、またカウントされ直されたところにおいても選挙結果が覆ることはなかったが、開票過程に不信感を持ったトランプ支持者らが開票所に押しかける等、各地で騒然とした状況が生じた。さらにストーンやトランプは不正があったとして選挙結果を否定あるいは容易に認めず、素直にトランプが大統領の座の引渡しに応じるかさえ懸念される状況となっていった。

連邦議会で最終的に選挙結果を確定し正副大統領が選出される翌年1月6日に、ストーンと接触のあった右翼のプラウド・ボーイズやオース・キーパーズといった団体メンバーを中心に多数のトランプ支持者らがワシントンに集結、連邦議会議事堂まで行進、ついには議事堂を襲撃・乱入する事態となった。しかし結局、連邦議会議員らは一時地下室に避難する事態となったものの、議会は対立候補のジョー・バイデンを正当な大統領と認定し、トランプも政権引渡しに応じることにした。
ここに至ってストーンはトランプにいまだ任期が残る数日間中にストーン自身と関係者の起訴前恩赦を行うことを求め働きかけを行ったが、今回は容れられなかった。

## 人物
- 妻とのスワッピングの告知広告を出したとしてメディアにたたかれた（本人は「麻薬使用で解雇した部下が嫌がらせのために捏造した」と否定。しかし共和党から一時干されることとなった）。
- ニクソン大統領の選挙時のポスターやグッズなどの収集家としても知られる。
  - 2017年に公開された『困った時のロジャー・ストーン』（前述）では、背中にニクソンのタトゥーを入れていることが紹介されている。
- 2019年、ヴァージニア州リッチモンドにあるストリップクラブは、ロジャー・ストーンのサイン会を25ドルの入場料で行うことを告知した。偽証に関して起訴された直後であること、それなりの資産を有していたことから物議を醸した[8]。